# Koma
 Ovo je glavno značenje pojma Koma. Za druga značenja pogledajte Koma (razdvojba).
Koma je najteži kvantitativni poremećaj svijesti koji može trajati godinama. Zahtijeva posebnu stručnu njegu. U komi pacijent je bez svijesti i ne reagira čak i na najjače bolne podražaje. Neurološkim pregledom se ustanovljuju ugašeni mišićni refleksi i nereagiranje zjenica na svjetlost. Refleks gutanja je ugašen, očuvane su jedino vitalne funkcije (disanje i krvotok), koje mogu biti povremeno poremećene. 
Stupanj dubine kome se najčešće utvrđuje vrijednošću Glasgowske skale kome (GCS), a u novije vrijeme i specijalnom skalom tzv. FOUR (Full Outline of UnResponsiveness), koja je jako precizna i praktična. Koma je posljedica teškog poremećaja funkcije vitalnih organa (središnji živčani sustav, srce, pluća, bubrezi, endokrini poremećaji) izazvani različitim noksama kao što su traume, trovanja, infekcije, poremećaji cirkulacije, metabolizma, tumori i dr.